# Hintertragheim
Der Hintertragheim war eine Straße in Königsberg (Preußen).

## Lage

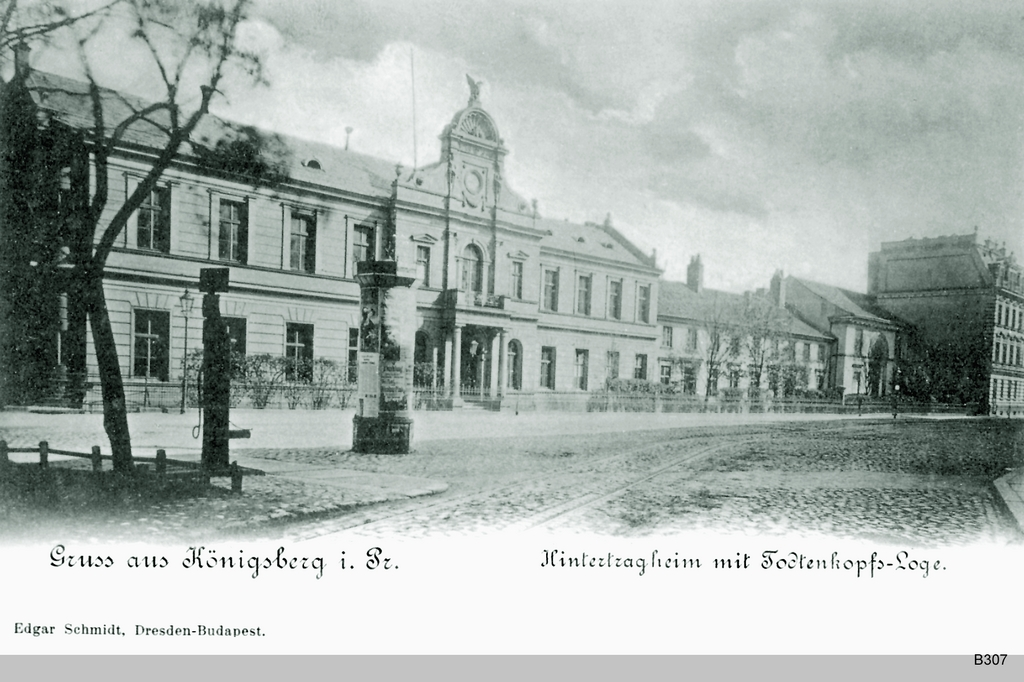
Logenhaus im Hintertragheim

Auf der Westseite des Königsberger Schlossteichs führte der Hintertragheim in nordnordöstlicher Richtung vom Paradeplatz und Theaterplatz zur Wrangelstraße am Südende des Oberteichs. Auf der Ostseite der Straße lagen das Königliche Wilhelms-Gymnasium, die Baptistenkirche und die Klinik von Heinrich Hoeftman. Große Bedeutung hatten die Logenhäuser mit den Gärten am Schlossteich: Immanuel-Loge, Zu den drei Kronen und Zum Todtenkopf und Phoenix. Neben dem Todtenkopf und Phoenix, auf dem Hintertragheim Nr. 34, lag das Gasthaus von Brunner. Dort feierten die Corps des Königsberger Senioren-Convents ihre wöchentlichen Kneipen. In den vereinigten Gärten der Logen Zu den drei Kronen und Zum Totenkopf und Phönix beging das Corps Masovia das 50. Stiftungsfest (1880) mit einem Doppelkonzert. In den 1920er Jahren richtete der Salzburger Verein (Ostpreußen) erst im Prussia-Museum und dann in Brunners Haus eine Forschungsstelle zu den Salzburger Exulanten ein.
Die Königsberger nannten den Hintertragheim und seine Nebenstraßen das Geheimratsviertel.